# Quebra-mar de Cabedelo

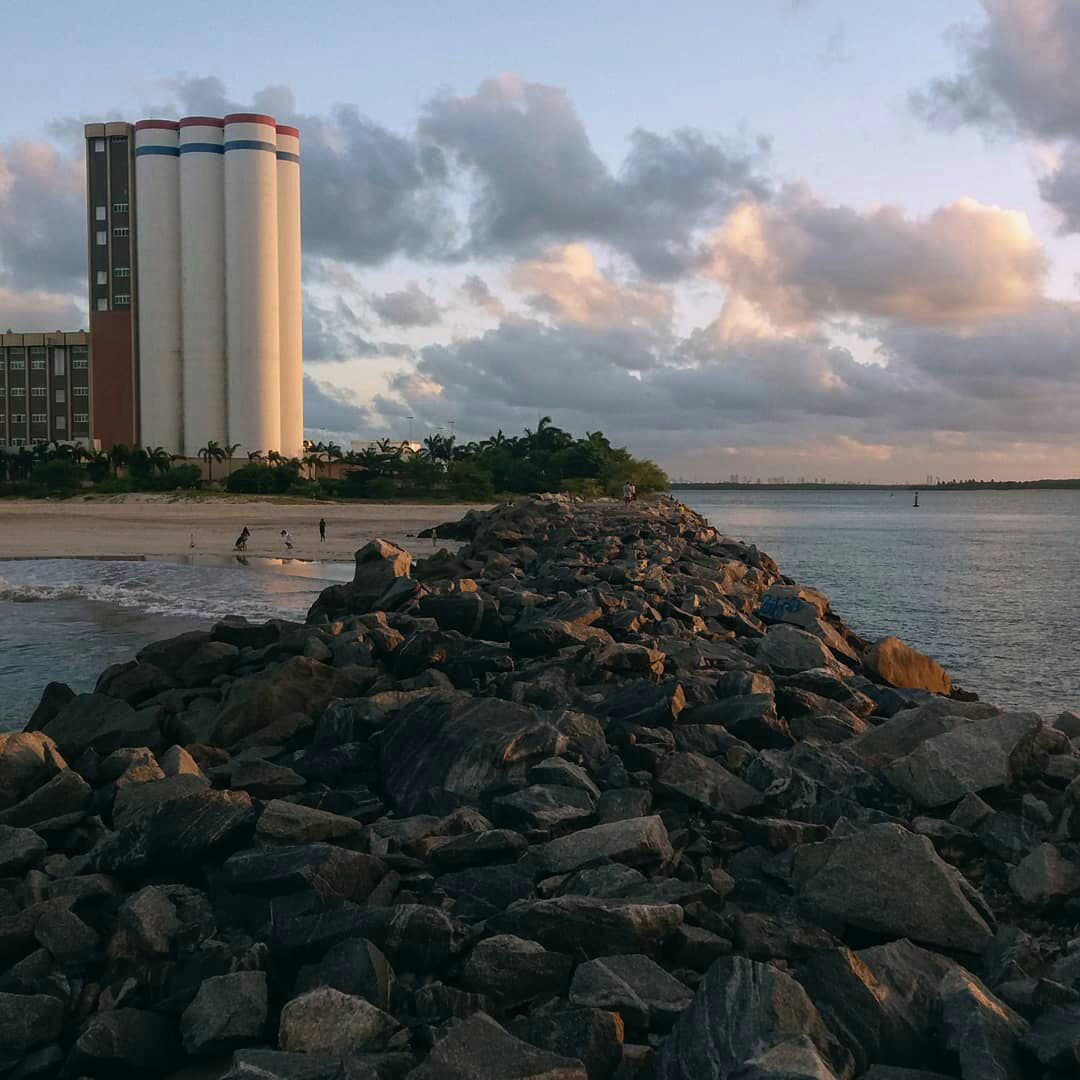
Quebra-mar de Cabedelo antes das reformas de urbanização local finalizadas em 2024. (visão voltada ao sul: à direita, as águas rio Paraíba. À esquerda, as águas do Oceano Atlântico e o Grande Moinho Tambaú, pertencente à companhia M. Dias Branco).

O Quebra-mar de Cabedelo (popularmente conhecido como Dique de Cabedelo) é localizado na extremidade norte da restinga de Cabedelo, no litoral da Paraíba, Brasil, no encontro das águas do rio Paraíba com o Oceano Atlântico. A região do quebra-mar é conhecida como Praia do Dique ou também como Praia de Santa Catarina dada a sua proximidade com o Forte de Santa Catarina do Cabedelo, grande ponto turístico da cidade. Situa-se nas proximidades do começo da Rodovia Transamazônica (BR-230). 
A popularização do denominação "dique" para o quebra-mar se deve a um evento carnavalesco (conhecido como "Carnaval do Dique") que ocorria na região na década de 80, já que um dique é uma obra com a finalidade de represamento de água a fim de manter porções de terra seca; enquanto que um quebra-mar tem a função de proteger uma área das ondas do mar. A construção do quebra-mar teve como objetivo a proteção do Porto de Cabedelo das ondas do Oceano Atlântico, no qual, se faz necessário uma barreira contra o avanço do mar na região portuária. Sem a construção do quebra-mar, possivelmente a área das instalações portuárias já teriam sido largamente danificadas pelo avanço das marés. Exemplo disso são alguns paredões da Fortaleza de Santa Catarina que foram destruídos pela força das águas.
O quebra-mar tem uma extensão de 400 metros e faz parte do conjunto da infraestrutura portuária sob a supervisão da Marinha do Brasil, através da Capitania dos Portos da Paraíba.
Na extremidade norte do quebra-mar, projetando para o mar, encontra-se o Farolete Cabedelo: estrutura piramidal quadrangular em alvenaria verde com 6 metros de altura, possuindo no alto um sistema de lampejo em que a soma total da altura da estrutura resulta em 8 metros. O alcance da luz se estende em até 7 milhas náuticas (aproximadamente 13 km).
O encontro das águas do oceano com o rio cria o fenômeno conhecido como "Pororoca da Paraíba". A praia no entorno é reconhecida pelo surfista paraibano e ex-campeão brasileiro e mundial de surf amador Fábio Gouveia como uma região muito favorável para a prática do esporte. O quebra-mar também é frequentemente visitado para fins turísticos para apreciação do pôr-do-sol e da região da foz do rio Paraíba, além de práticas de pesca.